# Korzo Národní

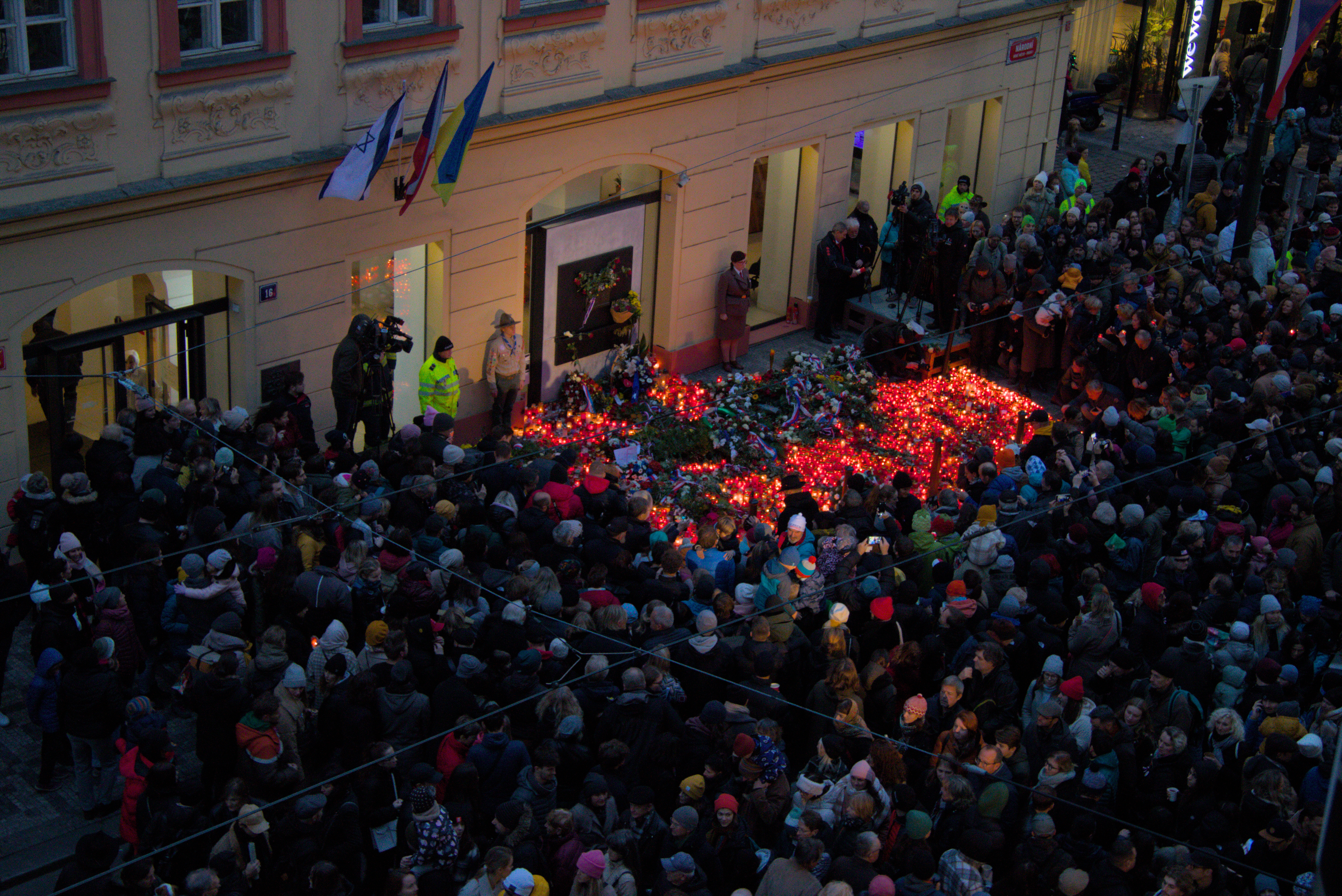
Pieta u Kaňkova paláce na Národní třídě 17. listopadu 2023

Korzo Národní jsou největší oslavy 17. listopadu v České republice. Dlouhodobě je v Praze na Národní třídě a okolí pořádá spolek Díky, že můžem.
Cílem oslav je občanská připomínka hodnot sametové revoluce a kromě minulosti se zaměřují na současné i budoucí výzvy, kterým česká společnost čelí. Na Národní třídě proto nechybí pestré živé umění, ať jde o hudbu, divadlo nebo výtvarné umění, ale významný prostor je věnován také občanskému vzdělávání v podobě výstav, debat a přednášek nebo audiovizuálních instalací.

## Historie
V roce 2014 oslovili dosavadní organizátoři připomínkových akcí z organizace Opona tým Budějovického Majálesu, jestli by k výročí 25 let od sametové revoluce nepřišli s novým konceptem oslav nejvýznamnějšího českého státního svátku. 
Lidé z Budějovického Majálesu se rozhodli Národní třídu uzavřít pro dopravu, a tím na jedné z pražských nejrušnějších ulic vznikl unikátní koncept Korzo Národní, který zaplnil Národní třídu kulturou a atmosférou vděčnosti a pospolitosti. Celé oslavy tehdy doprovázelo heslo #dikyzemuzem, ze kterého se později stal název spolku, který oslavy pořádá dodnes. 
V roce 2015 chtěli organizátoři oslavy zopakovat, ale úřady jim nepovolily znovu uzavřít Národní třídu pro auta. Oslavy Sametové revoluce se tak na rok přesunuly na náměstí Václava Havla. 
O rok později se oslavy na Národní třídu vrátily a vznikl spolek Díky, že můžem. Během let se Národní třída stále víc zaplňovala a každý rok na ní docházelo více a více lidí. V roce 2019 si 30 let od pádu komunismu v Československu přišlo na Národní třídu připomenout celkem 130 000 lidí. Program tehdy rozšířil například Obývák Václava Havla nebo dobová rekonstrukce pochodu z Albertova na Národní třídu.
Kvůli epidemii covidu-19 museli organizátoři oslavy 17. listopadu v roce 2020 přesunout do online prostředí a vznikl koncept Korzo Národní i u vás doma a Online svíčka, která vyhrála Zlatý středník v kategorii Kreativní idea. 
S rozvolněním v roce 2021 se oslavy přesunuly do hybridního režimu a plně do offline prostředí se dostaly až v roce 2022. Tehdy přišlo na Národní třídu slavit zhruba 100 000 lidí.